# Hrvatski mačevalački savez
Hrvatski mačevalački savez osnovan je 1911. godine (dvije godine prije osnivanja FIE), a izrastao je u okrilju Hrvatskog športskog saveza, tada središnje organizacije hrvatskog športa, osnovane 1909. godine. Hrvatski mačevalački savez je krovna organizacija športskog mačevanja u Hrvatskoj. U Međunarodni mačevalački savez (FIE) primljen je 1992. godine kao drugi međunarodno priznati športski savez u Hrvatskoj. U savez je trenutno učlanjeno 15 aktivnih klubova iz 7 gradova te Mačevalački savez Zagreba. Savez brine o razvoju mačevanja u Hrvatskoj, a posebnu pozornost posvećuje nacionalnoj reprezentaciji te međunarodnim nastupima hrvatskih mačevalaca. Uz brojna druga natjecanja unutar Republike Hrvatske savez organizira godišnja državna prvenstva u ekipnoj i pojedinačnoj konkurenciji te sudačke ispite za nacionalnu licencu A i B kategorije. Savez prema mogućnostima i u suradnji s drugim športskim institucijama u Republici Hrvatskoj organizira i tečajeve i seminare za trenere mačevanja.
Međunarodni naziv za Savez je Federation Croate d'Escrime, odnosno Croatian Fencing Federation.

## Klubovi
Učlanjeno je 15 klubova iz 7 gradova:
| Ime                        | Grad     |
| -------------------------- | -------- |
| Athos                      | Zadar    |
| Ban Jelačić                | Zaprešić |
| Dmitar Zvonimir            | Osijek   |
| Dubrava                    | Zagreb   |
| Hamlet                     | Zagreb   |
| Inter                      | Zagreb   |
| Karlovac                   | Karlovac |
| Lokomotiva                 | Zagreb   |
| Mladost                    | Zagreb   |
| Mušketiri                  | Zagreb   |
| Rapir                      | Zagreb   |
| Split                      | Split    |
| Španda                     | Poreč    |
| Zagreb                     | Zagreb   |
| Zagrebačka škola mačevanja | Zagreb   |

## Nacionalne reprezentacije
- nacionalni izbornici: Darko Limov (floret), Filip Vuković (mač), Antonio Trcin (v.d. za sablju).[2]

- najuspješniji hrvatski mačevatelj nakon Milana Neralića je floretaš Bojan Jovanović (1980.)

2012. godine, hrvatsko mačevanje je nakon 76 godina opet imalo svog predstavnika na Olimpijskim igrama: floretaša Bojana Jovanovića. To je veliki uspjeh i dokaz kvalitete hrvatskog mačevanja.
Bojana je prvih 13 godina trenirao Sanjin Kovačić (1954.g.), dugogodišnji nacionalni izbornik, kontinuirano još iz bivše države, a zadnjih godina Bojana trenira Darko Limov (1970.g.), bivši reprezentativac, također i učenik Sanjina Kovačića.
- najuspješnija hrvatska mačistica je juniorka Tončica Topić (1992.) koja ima lijepu kolekciju juniorskih medalja: srebrnih sa svjetskog kupa u Goteborgu 2009.g. i Mediteranskog prvenstva u Bejrutu 2011.g. te više brončanih s Mediteranskih prvenstava u Poreču 2012.,  u Portugalu 2009. te u Tunisu 2008. Na svjetskom kadetskom prvenstvu 2008. u Italiji zauzela je 7. mjesto, na svjetskim juniorskim prvenstvima ima dva ulaza u 32, i jedan u 64, a na juniorskom svjetskom kupu u Helsinkiju zauzela je 11. mjesto.

## Organizacijski uspjesi saveza
- Organizacija velikih međunarodnih mačevalačkih prvenstava u Hrvatskoj je započela u Zagrebu 1987. s Univerzijadom, a potom Svjetskim vojnim igrama 1999. godine. Profesionalni tajnik Odbora za mačevanje Univerzijade '87. (1985. – 1988.) te pročelnik za mačevanje na Svjetskim vojnim igrama u Zagrebu 1999., koji je oba puta bio i član Tehničkog odbora bio je Sanjin Kovačić.

- U zadnjih desetak godina se povećala aktivnost Saveza u popularizaciji mačevanja i organizaciji velikih međunarodnih prvenstava.

•  Započelo je s organiziranjem Europskog prvenstva za juniore 2003.godine u Poreču. Sanjin Kovačić je funkciju glavnog tajnika Organizacijskog odbora Europskog prvenstva u mačevanju za juniore Poreč 2003. obnašao od 2001.

•  Od 2005. do 2024. godine u Zagrebu se održavaju natjecanja za FIE-A turnire, t.zv. Svjetski kup u disciplini floret za juniorke. 

•  Od 2006. godine u Splitu se organizira satelitski turnir FIE za seniorski mač u muškoj i ženskoj konkurenciji, koji se boduje za rang ljestvicu svjetskoga kupa.

•  Zatim je uslijedio niz velikih prvenstava u Poreču, na kojima je Sanjin Kovačić obnašao funkcije tehničkog direktora i člana Tehničkih odbora prvenstava, a Reno Marolt, tadašnji tajnik Hrvatskog mačevalačkog saveza je preuzeo logističku podršku. 
•  2010. u lipnju je organizirano mačevanje pri 31. Svjetskim igrama za medicinare i zdravstvene radnike 

•  2010. i 2011.g. u rujnu je organizirano Svjetsko prvenstvo u mačevanju za veterane, na kojima je nastupilo ukupno preko 1.400 natjecatelja u 18 disciplina, u sva tri oružja: floretu, maču i sablji; u ženskoj i muškoj konkurenciji; u tri dobne skupine: od 50 do 60 godina, zatim od 60 do 70 te preko 70 godina. Zabilježena je najstarija natjecateljica, Annemarie Grundlehner iz Njemačke, rođena davne 1920. godine, koja je nastupila i 2010. i 2011.godine i čak je imala i pobjede u kolu.
•  2012.g. je organizirano Mediteransko prvenstvo za juniore i kadete; te i Europsko prvenstvo za kadete i juniore.
- Naredne 2013.godine organizirano je Svjetsko juniorsko prvenstvo u Poreču i Europsko seniorsko prvenstvo u Areni Zagreb.

## Olimpijske igre
Italic - medalja osvojena pod Austrijom

### Pojedinačno
| # | Mačevalac     | Tip    | Zlato | Srebro | Bronca | Ukupno |
| - | ------------- | ------ | ----- | ------ | ------ | ------ |
| 1 | Milan Neralić | Sablja | 0     | 0      | 1      | 1      |

## Europsko prvenstvo
Njabolji rezultat je 15. mjesto Ivana Komšića.

## Svjetska FIE ljestvica
Najbolja pozicija
Mač
Sablja
Floret
- 39. Bojan Jovanović

## Ostalo
Mačevanje je bilo uvršteno na prvi civilni tečaj za učitelje fizičke kulture u Hrvatskoj.
1903. godine osnovan je Akademski sportski klub, preteča današnjeg Hrvatskog akademskog mačevalačkog kluba Mladost (HAMK Mladost). Današnji naziv, klub je dobio 1947. godine kada je u klubu radio Vladimir Mažuranić, koji je bio prvi tajnik i trener u HAMK Mladost.
Milan Neralić je prvi Hrvat koji je osvojio olimpijsku medalju u pojedinačnim športovima (OI 1900.).
Nazivlje
mačevalac - onaj koji se bavi mačevanjem
floretaš - onaj koji se u mačevanju služi floretom
mačist - onaj koji se u mačevanju služi mačem
sabljaš - onaj koji se u mačevanju služi sabljom
Mlađe kategorije na svjetskim natjecanjima
nakon 2017.

+N - ukupni poredak u Svjetskom kupu na kraju sezone
| Natjecanje | Spol   |     |     |    | Ukupno |
| ---------- | ------ | --- | --- | -- | ------ |
| SP Junior  | M      | 0   |     |    |        |
| SP Junior  | Ž      | 0   |     |    |        |
| SP Junior  | ekipno | 0   | 0   | 0  | 0      |
|            |        |     |     |    |        |
| SP Kadet   | M      | 0   |     |    |        |
| SP Kadet   | Ž      | 0   |     |    |        |
| SP Kadet   | ekipno | 0   | 0   | 0  | 0      |
|            |        |     |     |    |        |
| OIM        | M      | 0   | 0   | 0  | 0      |
| OIM        | Ž      | 0   | 0   | 0  | 0      |
|            |        |     |     |    |        |
| SK Junior  | M      | 0+0 | 1+0 | +0 |        |
| SK Junior  | Ž      | 1+0 | 1+0 | +0 |        |
| SK Junior  | ekipno |     |     |    |        |

### Međunarodna natjecanja u Hrvatskoj
| Turniri s barem 15 izdanja ili 1. turniri svoje vrste u Hrvatskoj ili turniri posebni u europskim razmjerima | Turniri s barem 15 izdanja ili 1. turniri svoje vrste u Hrvatskoj ili turniri posebni u europskim razmjerima | Turniri s barem 15 izdanja ili 1. turniri svoje vrste u Hrvatskoj ili turniri posebni u europskim razmjerima | Turniri s barem 15 izdanja ili 1. turniri svoje vrste u Hrvatskoj ili turniri posebni u europskim razmjerima | Turniri s barem 15 izdanja ili 1. turniri svoje vrste u Hrvatskoj ili turniri posebni u europskim razmjerima | Turniri s barem 15 izdanja ili 1. turniri svoje vrste u Hrvatskoj ili turniri posebni u europskim razmjerima                                                 | Turniri s barem 15 izdanja ili 1. turniri svoje vrste u Hrvatskoj ili turniri posebni u europskim razmjerima |
| Vrsta | Naziv turnira                                                                                                | Lokacija | 1. izdanje                                                                                                   | Zadnje izdanje                                                                                               | Bilješke | |
| --- | --- | --- | --- | --- | --- | --- |
| | Kup Jadrana                                                                                                  | Split | 1981. | održava se                                                                                                   | drugo najstarije mačevalačko natjecanje u Hrvatskoj; | |
| mač | Kup Svetog Duje                                                                                              | Split | 1995. | održava se                                                                                                   | satelitski turnir Svjetskog kupa u mačevanju - natjecanja su seniorski mač u muškoj i ženskoj konkurenciji koji se boduju za rang ljestvicu svjetskoga kupa; | |
| | Memorijal Vladimira Mažuranića                                                                               | Zagreb | ?. | održava se                                                                                                   | najstarija mačevalačka manifestacija u Hrvatskoj; u sklopu memorijala povremeno se održava i natjecanje Svjetskog juniorskog kupa za juniorke u floretu;     | |

## Vanjske poveznice
- Međunarodna mačevalačka federacija - FIE
- Hrvatski mačevalački savez
- Mačevanje uživo